# Gerhard Anger

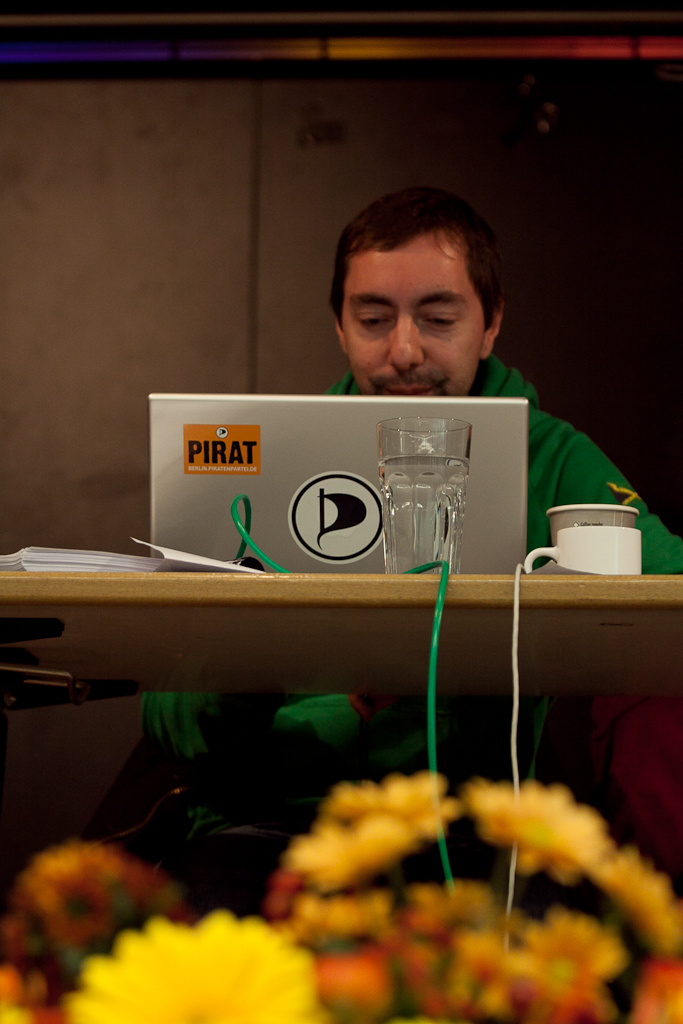
Gerhard Anger (2010)

Gerhard Anger (* 19. Dezember 1975 in München) ist ein Pianist und deutscher Politiker. Er war zweimaliger Vorsitzender des Berliner Landesverbandes der Piratenpartei.

## Leben
Gerhard Anger arbeitete für die Erasys GmbH in Berlin. Bis Januar 2013 war er Geschäftsführer des Unternehmens.
Er kandidierte 2011 bei der Landesmitgliederversammlung der Piratenpartei für den Berliner Landesvorstand und war zunächst als Nachfolger von Andreas Baum Landesvorsitzender der Piratenpartei Berlin. Am 25. Februar 2012 verkündete er, nicht erneut für die Aufgabe des Landesvorsitzes zu kandidieren, da er sich nicht in der Lage sehe, die emotionalen Belastungen, die mit dem Amt einhergingen, zu verkraften. Neuer Vorsitzender wurde Hartmut Semken. Nachdem dieser drei Monate später zurücktrat, kandidierte Anger im September erneut und wurde mit 79,7 Prozent zum Vorsitzenden gewählt. 2014 verzichtete er auf eine erneute Kandidatur um das Amt des Vorsitzenden und wurde von Christopher Lauer abgelöst.